# Louise de Ballon
Louise de Ballon (Vanchy, 5 juni 1591 - Seyssel, 14 december 1668) was een Franse moeder-overste.

## Biografie

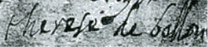
Handtekening van Louise de Ballon.

Louise de Ballon was een dochter van Charles-Emmanuel Perrucard, heer van Ballon, en van Jeanne de Chevron. In 1607 legde ze haar kloostergeloften af in de cisterciënzerabdij van Sainte-Catherine du Semnoz bij Annecy. Ballon werd de eerste overste van de gereformeerde cisterciënzercongregatie van Sint Bernardus, opgericht in 1622. Van 1629 tot 1630 en in 1634 vroeg ze geregeld aan de kantonnale autoriteiten van Wallis om ervoor te pleiten dat de Sint-Bernarduszusters van de Tagsatzung de toelating zouden krijgen om zich in Wallis te vestigen.

## Werken
- (fr)  Grossi, J. (ed.), Œuvres de piété, 1700.